# Pirttijärvi (sjö i Finland, Lappland, lat 66,65, long 26,88)
Pirttijärvi är en sjö i Finland. Den ligger i kommunen Kemijärvi i landskapet Lappland, i den norra delen av landet, 700 km norr om huvudstaden Helsingfors. Pirttijärvi ligger 196,6 meter över havet. Arean är 91,1 hektar och strandlinjen är 5,71 kilometer lång. Sjön  ingår i Kemi älvs huvudavrinningsområde. 